# Diaphonisierung

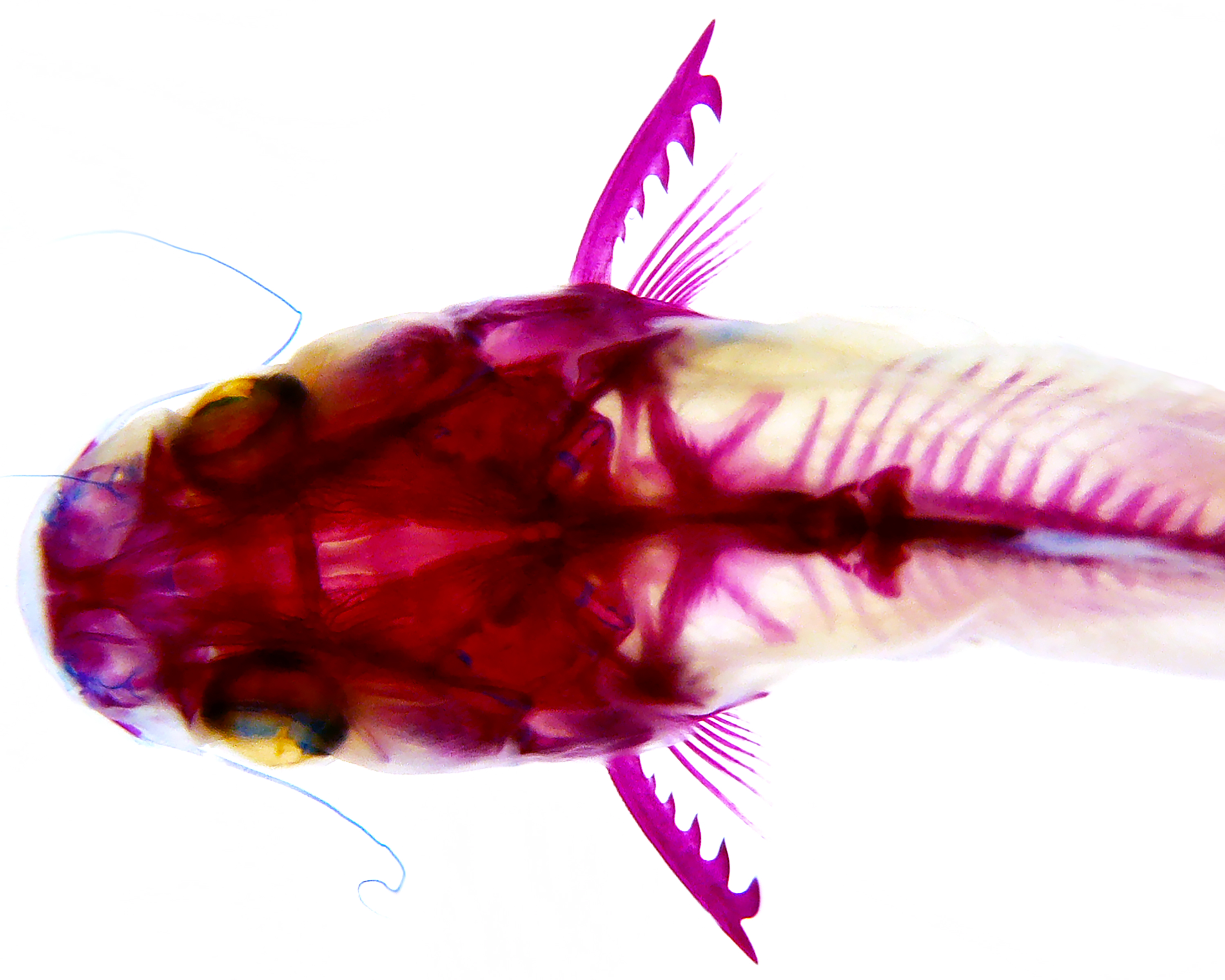
Diaphonisierter Blauer Katzenwels

Die Diaphonisierung (oder Diaphonisation), auch als Klärung und Färbung bekannt, ist eine Färbetechnik, die bei Tierpräparaten angewandt wird. Dabei wird der Körper des Tieres zunächst durch ein Bad in Trypsin durchsichtig gemacht, und anschließend werden die Knochen und Knorpel mit verschiedenen Farbstoffen gefärbt, in der Regel Alizarinrot und Alcianblau.
Die Diaphonisierung wurde erstmals 1897 von Oskar Schultze entwickelt und von verschiedenen Forschern, zuletzt 1977 von Guido Dingerkus und Lowell D. Uhler, weiterentwickelt. 2017 veröffentlichten mehrere bulgarische Wissenschaftler eine Reihe von modifizierten Techniken.
Die Diaphonisierung ist nicht für große Vögel oder Säugetiere geeignet, sowohl wegen des Fells und der Federn, die im Weg wären, als auch wegen der begrenzten Fähigkeit des Trypsinbads, in das Gewebe größerer Tiere einzudringen. Es wird normalerweise verwendet, um Tiere zu konservieren, die zu empfindlich zum Sezieren sind und stattdessen als Nasspräparate aufbewahrt werden.